# Масловка (Воронежская область)
Масловка — микрорайон в Лискинском районе Воронежской области. Входит в состав Нижнеикорецкого сельского поселения.
Было основано в конце 1760-х годов; названо по фамилии Воронежского губернатора Алексея Михайловича Маслова, владевшего им в XVIII веке.

## География
Село Масловка находится в 25 км от города Лиски и 100 км от города Воронеж. Недалеко от самого села располагается затон реки Икорец. В 4 км от села в усадьбе Звегинцовых находится санаторий им. Цюрупы и два детских лагеря «Ракета» и «Золотой колос».
В центре Масловки находится церковь Николая Чудотворца — православный храм Воронежской и Лискинской епархии. Деревянная Николаевская церковь была построена в 1781 году, в конце XIX века перестроена в каменную по проекту C. Л. Мысловского. Возле неё был похоронен владелец имения И. А. Звегинцов (могила не сохранилась).

### Улицы
- ул. Винивитина

## Достопримечательности
В апреле 2017 года в селе открылся историко-этнографический музей охоты, в фондах которого — более 260 экспонатов со всей России, в том числе коллекция охотничьего оружия, рогов благородного оленя, европейской косули и лани с уникальными экспонатами 1944-го, 1952-1973 годов.